# Nathaniel Moran

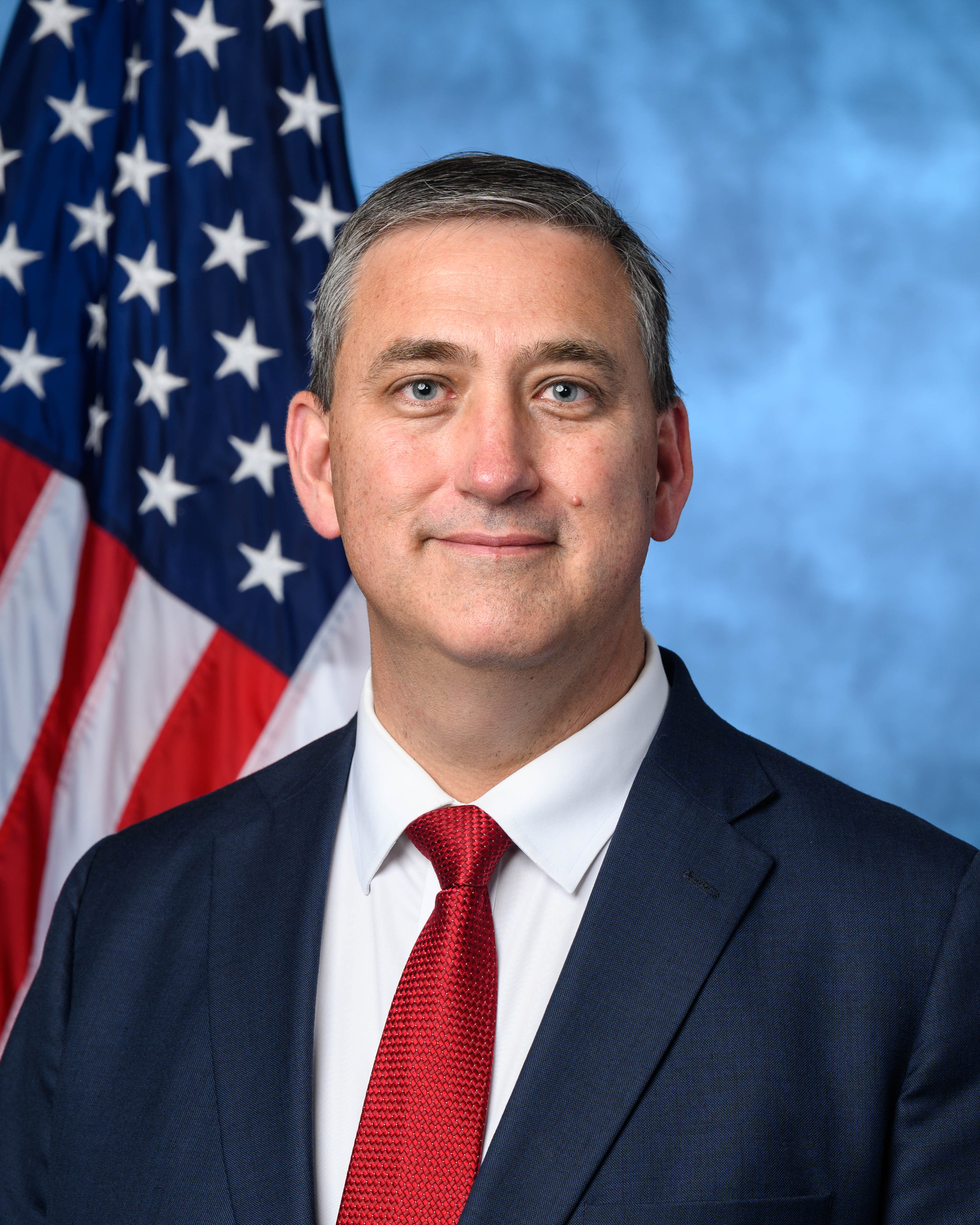
Nathaniel Moran (2023)

Nathaniel Quentin Moran (* 23. September 1974 in Whitehouse, Texas) ist ein US-amerikanischer Anwalt, Jurist und Politiker, der seit 2023 als Mitglied der Republikanischen Partei den Bundesstaat Texas durch den ersten Sitz im Repräsentantenhaus der Vereinigten Staaten vertritt. Zuvor war er Mitglied des City Council von Tyler im fünften Bezirk und County Judge im Smith County.

## Persönliches Leben und Ausbildung
Nathaniel Moran wurde als einer von Zwillingen von Dale E. Moran und Marjorie McCall geboren. Seine Eltern zogen in den texanischen Smith County, um eine Bibelschule zu gründen. Sein Vater diente später im City Council und als Bürgermeister von Whitehouse. Er reiste im Rahmen der People to People International 1992 nach Russland. Er absolvierte 1993 die Whitehouse High School.
Moran war zwei Jahre lang an der United States Military Academy in West Point und schloss sein Studium an der Texas Tech University mit einem Bachelor of Arts in Russisch, einem 8Master of Business Administration und einem Juris Doctor ab. Er arbeitete als Lehrassistent im Lubbock Independent School District. Er heiratete Kyna, mit der er vier Kinder hatte.

## Politische Karriere

### Lokalpolitik
Moran war Mitglied der College Republicans, diente als Bezirksvorsitzender in der Republikanischen Partei und nahm als Delegierter an Kreis- und Staatskongressen teil.
Am 17. Februar 2005 gab Moran die Kandidatur für die Wahl zum City Council von Tyler (Texas) für den fünften Bezirk bekannt. Der bisherige Inhaber Ron Shaffer konnte nicht zur Wiederwahl antreten. Er besiegte Von Johnson, nachdem er 2.439 US-Dollar gesammelt und 3.209 US-Dollar ausgegeben hatte. Er kündigte seine Wiederwahl am 8. Februar 2007 an und hatte keine Wahlgegner. Er blieb bis 2009 im Amt, dann trat er zurück, als seine Familie nach Houston zog, damit sein Sohn nach dem Verlust seines Gehörs eine Sonderschule besuchen konnte.
Joel Baker, der County Judge des Smith Countys, wurde im Juni 2016 suspendiert, nachdem er wegen dreier Verstöße gegen das Texas Open Meetings Act angeklagt worden war. Am 19. Juli stimmte das Smith County Commissioners Court einstimmig dafür, Baker durch Moran zu ersetzen, der am 22. Juli als amtierender County Judge vereidigt wurde. Baker trat am 4. November zurück. Moran besiegte den demokratischen Kandidaten Michael Mast bei den Wahlen 2018. Er war Mitglied der Wahlkommission von Smith County. Moran trat am 9. November 2022 nach seiner Wahl in das Repräsentantenhaus zurück, und Neal Franklin wurde zu seinem Nachfolger gewählt.

### Repräsentantenhaus der Vereinigten Staaten
Der Abgeordnete Louie Gohmert kündigte an, dass er für die Nominierung der Republikaner für den Attorney General von Texas kandidieren werde, statt für eine Wiederwahl im ersten Kongressbezirk von Texas. Am 2. Dezember 2021 kündigte Moran seine Kandidatur als Nachfolger von Gohmert an. Er gewann die republikanische Nominierung und besiegte bei der Wahl 2022 den demokratischen Kandidaten Jrmar Jefferson. Bei der Kongresswahl 2024 kandidierte nur Moran und wurde so wiedergewählt.
Seine aktuelle zweite Legislaturperiode im Repräsentantenhaus des 119. Kongresses dauert noch bis zum 3. Januar 2027.

#### Caucus-Mitgliederschaften
- Er gehört dem Caucus der Republican Main Street Partnership an.[24]